# Temporada 1986 de la CART IndyCar World Series
La temporada 1986 de la CART IndyCar World Series fue la octava temporada de la Championship Auto Racing Teams, que consistió en 17 carreras, comenzando en Avondale, Arizona el 6 de abril y concluyendo en Miami, Florida, el 11 de noviembre. El campeón de la PPG CART IndyCar World Series y ganador de las 70.ª edición de las 500 Millas de Indianápolis fue Bobby Rahal. El destacado Novato del Año fue el estadounidense Chip Robinson.

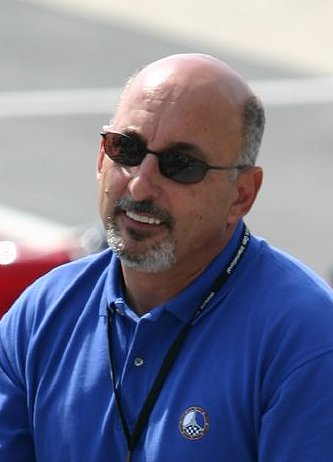
Bobby Rahal fue el campeón de la temporada 1986 de la CART y la 70.ª edición de las 500 Millas de Indianápolis.

## Equipos y pilotos
| Equip./Prop.             | Chasis                | Motor                | Núm.      | Piloto (s)                | Neumáticos | Patrocinador                                             |
| ------------------------ | --------------------- | -------------------- | --------- | ------------------------- | ---------- | -------------------------------------------------------- |
| Cotter                   | March 86C             | Cosworth TC          | 2 (5)     | Roberto Guerrero          | G          | True Value/Emerson                                       |
| Curb                     | March 86C             | Cosworth TC          | 33        | Tom Sneva                 | G          | Skoal                                                    |
| Curb                     | March 86C             | Cosworth TC          | 66        | Ed Pimm                   | G          | Skoal                                                    |
| Curb                     | March 86C             | Cosworth TC          | 66        | Derek Daly                | G          | Skoal                                                    |
| Dick Simon Racing        | Lola T8600            | Cosworth TC          | 22        | Raúl Boesel               | G          | Duracell Coppertop                                       |
| Dick Simon Racing        | Lola T8600            | Cosworth TC          | 23        | Dick Simon                | G          | Duracell Coppertop                                       |
| Dick Simon Racing        | Lola T8600            | Cosworth TC          | 23        | Chip Robinson             | G          | Duracell Coppertop                                       |
| Dick Simon Racing        | Lola T8600            | Cosworth TC          | 23        | Ian Ashley                | G          | Duracell Coppertop                                       |
| Galles Racing            | Lola T8600/March 86C  | Cosworth TC/Honda    | 8         | Geoff Brabham             | G          | Valvoline Spirit                                         |
| Galles Racing            | Lola T8600            | Cosworth TC          | 9         | Roberto Moreno            | G          | Valvoline Spirit/Five Star Marketing                     |
| Galles Racing            | Lola T8600            | Cosworth TC          | 9         | Pancho Carter             | G          | Five Star Marketing                                      |
| Galles Racing            | Lola T8600            | Cosworth TC          | 15        | Pancho Carter             | G          | Coors Light                                              |
| Hemelgarn Racing         | March 86C             | Cosworth TC/ Buick   | 71        | Scott Brayton             | G          | Living Well/ Hardee's/ SPA*erobics/ Driesbach            |
| Hemelgarn Racing         | March 86C             | Cosworth TC          | 71        | Jacques Villeneuve Sr.    | G          | Living Well/ SPA*erobics/ Labatt/ Canadian Tire/ Val-Pak |
| Hemelgarn Racing         | March 86C             | Cosworth TC          | 81        | Jacques Villeneuve Sr.    | G          | Living Well/ Hemelgarn                                   |
| Kraco Racing             | March 86C             | Cosworth TC          | 18        | Michael Andretti          | G          | Kraco                                                    |
| Leader Cards Racing      | March 86C             | Cosworth TC          | 24        | Gary Bettenhausen         | G          | Leader Card                                              |
| Leader Cards Racing      | March 86C             | Cosworth TC          | 24        | Dominic Dobson            | G          | Leader Card                                              |
| Leader Cards Racing      | March 85C             | Cosworth TC          | 42        | Phil Krueger              | G          | Squirt/Moran                                             |
| Machinists Union Racing  | March 86C             | Cosworth TC          | 55        | Josele Garza              | G          | Schaefer/Machinists Union                                |
| Machinists Union Racing  | March 86C             | Cosworth TC          | 55        | Johnny Parsons            | G          | Schaefer/Machinists Union                                |
| Machinists Union Racing  | March 86C             | Cosworth TC          | 55        | Desiré Wilson             | G          | Schaefer/Machinists Union                                |
| Machinists Union Racing  | March 86C             | Cosworth TC          | 59        | Schaefer/Machinists Union | G          |                                                          |
| Machinists Union Racing  | March 86C             | Cosworth TC          | 59        | Chip Ganassi              | G          | Bryant/Schaefer/Machinists Union                         |
| Machinists Union Racing  | March 86C             | Cosworth TC          | 59        | Johnny Parsons            | G          | Schaefer/Machinists Union                                |
| Machinists Union Racing  | March 86C             | Cosworth TC          | 95        | Johnny Parsons            | G          | Pizza Hut/Machinists Union                               |
| Alex Morales Racing      | March 86C             | Cosworth TC          | 6         | Rich Vogler               | G          | Byrd's Kentucky Fried Chicken                            |
| Alex Morales Racing      | March 86C             | Cosworth TC          | 21        | Johnny Rutherford         | G          | Vermont American                                         |
| Newman/Haas Racing       | Lola T8600            | Cosworth TC          | 5 (2)     | Mario Andretti            | G          | Hanna Car Wash                                           |
| Patrick Racing           | March 86C             | Cosworth TC          | 7         | Kevin Cogan               | G          | 7-Eleven                                                 |
| Patrick Racing           | March 86C             | Cosworth TC          | 20        | Emerson Fittipaldi        | G          | Marlboro                                                 |
| Penske Racing            | March 86C/ PC-15      | Cosworth TC/ Chevy A | 1/ 86 (4) | Rick Mears                | G          | Pennzoil Z-7                                             |
| Penske Racing            | March 86C/ PC-15      | Cosworth TC/ Chevy A | 4 (1)     | Danny Sullivan            | G          | Miller American                                          |
| Penske Racing            | March 86C/ PC-15      | Chevy A              | 11        | Al Unser                  | G          | Hertz                                                    |
| Doug Shierson Racing     | Lola T8600            | Cosworth TC          | 30        | Al Unser Jr.              | G          | Domino's Pizza                                           |
| Truesports               | March 86C             | Cosworth TC          | 3         | Bobby Rahal               | G          | Budweiser                                                |
| Entradas Parciales       |                       |                      |           |                           |            |                                                          |
| A. J. Foyt Enterprises   | March 86C             | Cosworth TC          | 14        | A.J. Foyt                 | G          | Copenhagen-Gilmore                                       |
| A. J. Foyt Enterprises   | March 86C             | Chevy V6             | 44        | Mike Nish                 | G          | Copenhagen-Gilmore                                       |
| A. J. Foyt Enterprises   | March 86C             | Cosworth TC          | 84        | George Snider             | G          | Calumet Farms/ Gilmore/Copenhagen                        |
| A. J. Foyt Enterprises   | March 86C             | Cosworth TC          | 84        | Sammy Swindell            | G          | Gilmore/Copenhagen                                       |
| Arciero Racing           | March 86C/ March 85C  | Cosworth TC          | 12        | Randy Lanier              | G          | Arciero Wines                                            |
| Arciero Racing           | March 86C/ March 85C  | Cosworth TC          | 12        | Steve Chassey             | G          | Arciero Wines                                            |
| Arciero Racing           | March 86C/ March 85C  | Cosworth TC          | 12        | Eddie Cheever             | G          | Arciero Wines                                            |
| Arciero Racing           | March 86C/ March 85C  | Cosworth TC          | 12        | Jeff MacPherson           | G          | Arciero Wines/ MacHoward Leasing                         |
| Bettenhausen Motorsports | March 86C             | Cosworth TC          | 16        | Tony Bettenhausen Jr.     | G          | Bettenhausen Racing                                      |
| Bettenhausen Motorsports | Lola T8600/ March 86C | Cosworth TC          | 61        | Arie Luyendyk             | G          | Race for Life/ MCI/ Provimi Veal Canada/ Scot Lad Foods  |
| Dale Coyne Racing        | DC-1                  | Chevy                | 19        | Dale Coyne                | G          | Dale Coyne Racing                                        |
| Gohr Racing              | March 86C             | Buick/ Cosworth TC   | 56        | Steve Chassey             | G          | Genesee Beer Wagon                                       |
| Gohr Racing              | March 86C             | Buick/ Cosworth TC   | 56        | Rocky Moran               | G          | Genesee Beer Wagon                                       |
| Gohr Racing              | March 86C             | Buick/ Cosworth TC   | 56        | John Morton               | G          | Genesee Beer Wagon                                       |
| Gohr Racing              | March 85C             | Buick                | 65        | Rupert Keegan             | G          | Genesee Beer Wagon                                       |
| J.P. Racing              | Lola T900             | Cosworth TC          | 10        | Spike Gehlhausen          | G          | Mountain Computer                                        |
| March Engineering        | March 86C             | Buick                | 25        | Danny Ongais              | G          | GM Goodwrench                                            |
| March Engineering        | March 86C             | Buick                | 31        | Jim Crawford              | G          | ASC Buick                                                |
| Mosquito Autosport       | March 85C             | Cosworth TC          | 16 (19)   | Rick Miaskiewicz          | G          | R.C.V. Corp                                              |
| Pace Racing              | Lola T8600            | Cosworth TC          | 36        | Randy Lewis               | G          | Raychem/ Raynor                                          |
| Pace Racing              | Lola T8600            | Cosworth TC          | 36        | Dennis Firestone          | G          | Raynor/ Pace Electronics                                 |
| Team Menard              | March 86C             | Cosworth TC          | 28        | Herm Johnson              | G          | Menard Lumber                                            |
| Team Menard              | March 86C             | Cosworth TC          | 28        | Derek Daly                | G          | Menard Lumber                                            |

## Competencias disputadas

### Calendario
| Rond. | Fecha            | Circuit./Comp.                                               | Localización                | Ganador            | Equipo Ganador       |
| ----- | ---------------- | ------------------------------------------------------------ | --------------------------- | ------------------ | -------------------- |
| 1     | 6 de abril       | Phoenix International Raceway                                | Avondale, Arizona           | Kevin Cogan        | Patrick Racing       |
| 2     | 13 de abril      | Circuito Callejero de Long Beach                             | Long Beach, California      | Michael Andretti   | Kraco Racing         |
| 3     | 31 de mayo       | 70.ª edición de las 500 Millas de Indianápolis               | Speedway, Indiana           | Bobby Rahal        | Truesports           |
| 4     | 8 de junio       | Milwaukee Mile                                               | West Allis, Wisconsin       | Michael Andretti   | Kraco Racing         |
| 5     | 15 de junio      | Portland International Raceway                               | Portland, Oregón            | Mario Andretti     | Newman/Haas Racing   |
| 6     | 29 de junio      | Meadowlands Sports Complex                                   | Bergen County, Nueva Jersey | Danny Sullivan     | Penske Racing        |
| 7     | 6 de julio       | Cleveland Burke Lakefront Airport - Gran Premio de Cleveland | Cleveland, Ohio             | Danny Sullivan     | Penske Racing        |
| 8     | 20 de julio      | Gran Premio de Toronto                                       | Toronto, Ontario            | Bobby Rahal        | Truesports           |
| 9     | 2 de agosto      | Michigan International Speedway                              | Brooklyn, Míchigan          | Johnny Rutherford  | Alex Morales Racing  |
| 10    | 17 de agosto     | Pocono Raceway                                               | Long Pond, Pensilvania      | Mario Andretti     | Newman/Haas Racing   |
| 11    | 31 de agosto     | Mid-Ohio Sports Car Course                                   | Lexington, Ohio             | Bobby Rahal        | Truesports           |
| 12    | 7 de septiembre  | Sanair Super Speedway                                        | Saint-Pie, Quebec           | Bobby Rahal        | Truesports           |
| 13    | 27 de septiembre | Michigan International Speedway                              | Brooklyn, Míchigan          | Bobby Rahal        | Truesports           |
| 14    | 4 de octubre     | Road America                                                 | Elkhart Lake, Wisconsin     | Emerson Fittipaldi | Patrick Racing       |
| 15    | 12 de octubre    | Mazda Raceway Laguna Seca                                    | Monterrey, California       | Bobby Rahal        | Truesports           |
| 16    | 19 de octubre    | Phoenix International Raceway                                | Avondale, Arizona           | Michael Andretti   | Kraco Racing         |
| 17    | 9 de octubre     | Tamiami Park                                                 | Miami, Florida              | Al Unser Jr.       | Doug Shierson Racing |

     Óvalo
     Circuito

## Resultados de la Temporada

### Estadísticas Finales
| Pos. | Piloto                 | PHX R1 | LBH | INDY 500 | MIL | POR | MEA | CLE | TOR | MIC R1 | POC | MDO | SAN | MIC R2 | ROA | LAG | PHX R2 | MIA | Puntos |
| ---- | ---------------------- | ------ | --- | -------- | --- | --- | --- | --- | --- | ------ | --- | --- | --- | ------ | --- | --- | ------ | --- | ------ |
| 1    | Bobby Rahal            | 16     | 18  | 1        | 6   | 20  | 3   | 15  | 1   | 10*    | 14  | 1   | 1*  | 1      | 5   | 1*  | 3      | 8   | 179    |
| 2    | Michael Andretti       | 15*    | 1*  | 6        | 1*  | 2*  | 20  | 2   | 19  | 11     | 11* | 10  | 6   | 2*     | 2*  | 3   | 1*     | 18  | 171    |
| 3    | Danny Sullivan         | 4      | 11  | 9        | 11  | 11  | 1   | 1*  | 2   | 25     | 16  | 3*  | 5   | 12     | 6   | 2   | 2      | 26  | 147    |
| 4    | Al Unser Jr.           | 12     | 2   | 5        | 8   | 3   | 9   | 8   | 4*  | 8      | 6   | 5   | 2   | 21     | 11  | 23  | 6      | 1   | 137    |
| 5    | Mario Andretti         | 7      | 5   | 32       | 5   | 1   | 24  | 3   | 3   | 21     | 1   | 24  | 8   | 10     | 9   | 4   | 4      | 11  | 136    |
| 6    | Kevin Cogan            | 1      | 17  | 2        | 12  | 14  | 21  | 23  | 5   | 22     | 2   | 4   | 4   | 4      | 20  | 9   | 14     | 4   | 115    |
| 7    | Emerson Fittipaldi     | 3      | 16  | 7        | 24  | 12  | 2   | 13  | 17  | 20     | 19  | 21  | 3   | 3      | 1   | 7   | 5      | 20  | 103    |
| 8    | Rick Mears             | 19     | 20  | 3*       | 3   | 16  | 19  | 4   | 8   | 12     | 8   | 17  | 18  | 8      | 3   | 17  | 20     | 3   | 89     |
| 9    | Roberto Guerrero       | 8      | DNS | 4        | 18  | 13  | 4*  | 17  | 20  | 24     | 21  | 2   | 17  | 22     | 4   | 5   | 12     | 2*  | 87     |
| 10   | Tom Sneva              | 2      | 4   | DNS      | 2   | 4   | 17  | 5   | 9   | 18     | 15  | 12  | 13  | 5      | 12  | 22  | 18     | 22  | 82     |
| 11   | Johnny Rutherford      | 5      | 9   | 8        | 4   | 15  | 7   | 10  | 10  | 1      | 18  | 8   | 16  | 9      | 14  | 12  | 9      | 12  | 78     |
| 12   | Geoff Brabham          | 10     | 3   | 12       | 21  | 7   | 22  | 14  | 14  | 4      | 12  | 20  | 11  | 11     | 22  | 6   | 8      | 5   | 64     |
| 13   | Raúl Boesel            | 13     | 19  | 13       | 14  | 8   | 23  | 6   | 7   | 5      | 5   | 7   | 9   | 15     | 8   | 14  | 13     | 19  | 54     |
| 14   | Josele Garza           | 23     | 7   | 18       | 7   | 17  | 8   | 7   | 23  | 2      | 7   | 14  |     |        |     |     |        | 24  | 45     |
| 15   | Jacques Villeneuve Sr. |        | 8   | 20       | 15  | 5   | 5   | 19  | 24  |        |     | 11  | 19  |        | 10  | 19  | 16     | 6   | 38     |
| 16   | Roberto Moreno         | 20     | 6   | 19       | 13  | 18  | 18  | 25  | 18  | 6      | 10  | 16  |     | 6      | 16  | 20  | 10     | 17  | 30     |
| 17   | Arie Luyendyk          | 6      | 15  | 15       | 9   |     | 16  | 24  | 6   | 23     | 17  | 18  |     | 13     | 7   | 10  | 15     | 21  | 29     |
| 18   | Ed Pimm                | 22     | 22  | 17       | 10  | 6   | 12  |     |     | 15     | 24  |     |     | 7      |     | 11  | 7      | 10  | 29     |
| 19   | Pancho Carter          |        |     | 16       |     |     |     |     |     | 3      | 3   |     | 15  |        |     |     |        |     | 28     |
| 20   | Randy Lanier           | 11     | 13  | 10       | 20  | 9   | 6   | 9   | 21  | 19     |     |     |     |        |     |     |        |     | 21     |
| 21   | A.J. Foyt              | 17     |     | 24       | 19  |     |     |     |     | 9      | 4   |     |     | 16     |     |     | 22     | 23  | 16     |
| 22   | Jan Lammers            | 9      | 14  | DNQ      |     |     |     |     |     |        |     |     |     |        |     | 8   | 23     | 9   | 13     |
| 23   | Derek Daly             |        |     | DNQ      |     |     |     |     |     |        |     | 6   | 10  |        | 13  |     |        |     | 11     |
| 24   | Johnny Parsons         |        |     | 27       | 22  |     |     | 21  |     | 16     | 29  |     | 7   | 23     |     |     | 11     |     | 8      |
| 25   | Randy Lewis            |        | 10  |          |     |     | 10  | 20  | 11  |        |     | 15  |     |        | 24  | 18  |        | 14  | 8      |
| 26   | Chip Robinson          |        |     |          |     |     | 14  |     |     |        |     |     |     |        |     |     |        | 7   | 6      |
| 27   | Spike Gehlhausen       |        |     | DNQ      |     |     |     |     |     | 7      | 22  |     |     | 18     |     |     |        |     | 6      |
| 28   | Ian Ashley             |        |     |          |     |     |     |     | 15  |        |     | 9   |     |        | 23  |     |        |     | 4      |
| 29   | Sammy Swindell         |        |     |          |     |     |     |     |     |        | 9   |     |     |        |     |     |        |     | 4      |
| 30   | Mike Nish              |        |     | DNQ      | DNS | 10  | 24  |     | 22  |        |     |     |     |        |     |     |        |     | 3      |
| 31   | Dominic Dobson         |        | 12  |          |     | 19  | 11  | 18  | 16  |        |     | 19  |     |        | 18  | 21  |        | 13  | 3      |
| 32   | Rick Miaskiewicz       |        | 21  | DNQ      | 16  |     | 15  | 11  | 13  | DNS    |     |     |     |        |     |     |        |     | 2      |
| 33   | Gary Bettenhausen      | 21     |     | 11       | 23  |     |     |     |     | 26     | 13  |     | 21  | 20     |     |     | 19     |     | 2      |
| 34   | Dale Coyne             | DNQ    | 23  |          |     | 21  | DNQ | 12  | DNQ | DNQ    | 26  | 23  | 12  | DNQ    | 17  | DNS | DNQ    | 25  | 2      |
| 35   | John Morton            |        |     |          |     |     |     |     | 12  |        |     |     |     |        |     |     |        |     | 1      |
| 36   | Rocky Moran            |        |     |          |     |     | 13  | 16  |     |        | 25  | 25  |     | DNQ    | 21  | 15  | 21     | 16  | 0      |
| 37   | Jeff MacPherson        |        |     |          |     |     |     |     |     |        |     | 22  |     |        | 15  | 13  | DNQ    |     | 0      |
| 38   | Desiré Wilson          |        |     |          |     |     |     |     |     |        |     | 13  |     |        | 19  | 16  |        |     | 0      |
| 39   | Scott Brayton          | 24     |     | 30       |     |     |     |     |     | 13     | 27  |     |     | 19     |     |     |        |     | 0      |
| 40   | Dennis Firestone       |        |     | DNQ      |     |     |     |     |     | 17     | 28  |     | 14  | 14     |     |     | 17     |     | 0      |
| 41   | Al Unser               | 18     |     | 22       |     |     |     |     |     | 14     | 20  |     |     |        |     |     |        | 15  | 0      |
| 42   | Dick Simon             |        |     | 14       |     |     |     | 22  |     |        | 23  |     | 20  |        |     |     |        |     | 0      |
| 43   | Chip Ganassi           | 14     |     | 21       |     |     |     |     |     |        |     |     |     |        |     |     |        |     | 0      |
| 44   | Steve Chassey          |        |     | DNQ      | 17  |     |     |     |     | 28     |     |     |     | 17     |     |     |        |     | 0      |
| 45   | Danny Ongais           |        |     | 23       |     |     |     |     |     |        |     |     |     |        |     |     |        |     | 0      |
| 46   | Tom Phillips           |        |     |          |     |     |     |     |     |        |     |     |     |        |     | 24  |        |     | 0      |
| 47   | Rich Vogler            |        |     | 25       |     |     |     |     |     |        |     |     |     |        |     |     |        |     | 0      |
| 48   | George Snider          |        |     | 26       |     |     |     |     |     | 27     |     |     |     |        |     |     |        |     | 0      |
| 49   | Eddie Cheever          |        |     |          |     |     |     |     |     |        |     |     |     |        |     |     |        | 27  | 0      |
| 50   | Tony Bettenhausen Jr.  |        |     | 28       |     |     |     |     |     |        |     |     |     |        |     |     |        |     | 0      |
| 51   | Jim Crawford           |        |     | 29       |     |     |     |     |     |        |     |     |     |        |     |     |        |     | 0      |
| 52   | Phil Krueger           |        |     | 31       |     |     |     |     |     |        |     |     |     |        |     |     |        |     | 0      |
| -    | Rupert Keegan          |        |     | DNQ      |     |     |     |     |     |        |     |     |     |        |     |     |        |     | -      |
| -    | Herm Johnson           |        |     | DNQ      |     |     |     |     |     |        |     |     |     |        |     |     |        |     | -      |
| -    | John Paul Jr.          |        |     | DNQ      |     |     |     |     |     |        |     |     |     |        |     |     |        |     | -      |
| -    | Steve Bren             |        |     | DNP      |     |     |     |     |     |        |     |     |     |        |     |     |        |     | -      |
| -    | Pete Halsmer           |        |     |          |     |     |     | DNP |     |        |     |     |     |        |     |     |        |     | -      |
| Pos. | Piloto                 | PHX R1 | LBH | INDY 500 | MIL | POR | MEA | CLE | TOR | MIC R1 | POC | MDO | SAN | MIC R2 | ROA | LAG | PHX R2 | MIA | Puntos |

| Color       | Resultados                    |
| ----------- | ----------------------------- |
| Oro         | Ganador                       |
| Plata       | 2° Lugar                      |
| Bronce      | 3° Lugar                      |
| Verde       | 4° y 5° Lugar                 |
| Azul claro  | 6° – 10° Lugar                |
| Azul oscuro | Finalizó (Fuera del Top 10)   |
| Púrpura     | No acabaron la carrera        |
| Rojo        | No lograron calificarse (DNQ) |
| Marrón      | No Arrancó (DNS)              |
| Negro       | Descalificado (DSQ)           |
| Blanco      | No Arrancó (DNS)              |
| Blanco      | Abandono por carrera (C)      |
| Sin color   | No participó                  |

| In-line notation                                                            | |
| Negrita                                                                     | Pole position (1 punto; excepto en Indy y Iowa)                                                            |
| 1 Como la clasificación fue cancelada, no se otorgan el punto al polesitter | |
| Cursiva                                                                     | Vuélta más rápida                                                                                          |
| *                                                                           | Mayor Número de vueltas lideradas (2 puntos)                                                               |
| DNS                                                                         | Piloto que no calificó No logró arrancar (DNS), gana la 1/2 de los Puntos por haber calificado/participado |
| Novato del Año                                                              | |
| Novato                                                                      | |

### Sistema de Puntuación
Los puntos para la temporada se otorgaron sobre la base de los lugares obtenidos por cada conductor (independientemente de que si el coche está en marcha hasta el final de la carrera):
| Posición | 1  | 2  | 3  | 4  | 5  | 6 | 7 | 8 | 9 | 10 | 11 | 12 |
| Puntos   | 20 | 16 | 14 | 12 | 10 | 8 | 6 | 5 | 4 | 3  | 2  | 1  |

#### Puntos de bonificación
- 1 Punto Para la Pole Position
- 1 Punto por liderar la mayoría de vueltas de la carrera